# Bomaanslag in Kabul op 17 augustus 2019
Op 17 augustus 2019 vond er bomaanslag plaats tijdens een bruiloft in de Afghaanse hoofdstad Kabul. Bij de zelfmoordaanslag vonden ten minste tweeënnegentig mensen de dood. De aanslag werd geclaimd door de islamitische terreurgroep ISIS. Het was de dodelijkste aanslag in Afghanistan in anderhalf jaar.

## Achtergrond
De aanslag vond iets na half elf in de avond plaats in het westelijk deel van Kabul, waar veel (sjiitische) Hazara's wonen. Op de bruiloft waren meer dan duizend mensen afgekomen, merendeels sjiieten, maar ook soennieten. Kort voordat de trouwceremonie van start ging liet een de dader – die een bomgordel droeg gevuld met kleine stalen fragmenten – de bom afgaan in het mannengedeelte. Zeker tweeënzestig mensen, waaronder veel kinderen, overleden ter plekke, gevolgd door nog enkele tientallen daarna. Zeker tweeënnegentig mensen vonden uiteindelijk de dood.
De Afghaanse president Ashraf Ghani riep een dag van nationale rouw uit. Een dag na de aanslag claimde de Afghaanse tak van de islamitische terreurgroep ISIS de verantwoordelijkheid. De taliban veroordeelden via een woordvoerder de aanslag in "de sterkst mogelijke termen".